# Orgamara acuta
Orgamara acuta är en insektsart som beskrevs av Ball 1909. Orgamara acuta ingår i släktet Orgamara och familjen Dictyopharidae. Inga underarter finns listade i Catalogue of Life.